# Changsha (1973)
Changsha (长沙) – chiński niszczyciel rakietowy z lat 70. XX wieku, jedna z 17 zbudowanych jednostek typu 051. Okręt został zwodowany w 28 czerwca 1973 roku w stoczni Donglang w Guangzhou, a do służby w Marynarce Wojennej Chińskiej Armii Ludowo-Wyzwoleńczej wszedł 31 grudnia 1975 roku. Jednostka, oznaczona numerem taktycznym 161 została wycofana ze służby w sierpniu 2008 roku, po czym przekształcona w okręt-cel i zatopiona.

## Projekt i budowa
Pod koniec lat 50. XX wieku Chińczycy uzyskali dostęp do dokumentacji technicznej najnowszych radzieckich niszczycieli proj. 41 i proj. 56. Mimo pogorszenia stosunków dyplomatycznych między ZSRR a ChRL na początku lat 60. pozyskane plany zostały wykorzystane do zaprojektowania pierwszego rodzimego chińskiego typu tej klasy, a mianowicie niszczycieli typu 051. Okręty w większości rozwiązań bazowały na jedynym zbudowanym niszczycielu proj. 41 - „Nieustraszimyj”, choć niektóre ulepszenia (m.in. lepsze rozplanowanie siłowni) zostały zaczerpnięte z budowanych seryjnie jednostek proj. 56. Spory jak na chińskie doświadczenia stopień komplikacji konstrukcji oraz zerwanie współpracy z ZSRR (co spowodowało opuszczenie kraju przez wszystkich radzieckich specjalistów) zaowocowały znacznym spowolnieniem powstania finalnego projektu, co stało się dopiero w 1968 roku.
„Changsha” (长沙) zbudowany został w stoczni Donglang w Guangzhou. Stępkę okrętu położono w 1973 roku, a zwodowany został 28 czerwca 1973 roku .

## Dane taktyczno-techniczne
Okręt był niszczycielem rakietowym o długości całkowitej 132 metrów (127,5 metra między pionami, 124 metry na wodnicy), szerokości całkowitej 12,8 metra i zanurzeniu 4,39 metra (5,3 metra z opływką sonaru) . Wyporność normalna wynosiła 3250 ton, standardowa 3670 ton, a pełna 3960 ton. Okręt napędzany był przez dwa zestawy turbin parowych o łącznej mocy 53 MW (72 000 KM), poruszające poprzez wały napędowe dwiema śrubami. Parę dla turbin, podgrzewaną do temperatury 450 °C, dostarczały cztery kotły typu KW-41E, o ciśnieniu roboczym 64 at. Maksymalna prędkość jednostki wynosiła 32 węzły, a ekonomiczna 18 węzłów. Zasięg wynosił 5000 Mm przy prędkości 14 węzłów, 2970 Mm przy prędkości 18 węzłów i 1100 Mm przy prędkości 32 węzłów.
Uzbrojenie artyleryjskie jednostki składało się z umieszczonych na dziobie i na rufie wież typu SМ-2-1 z podwójnymi armatami uniwersalnymi kalibru 130 mm L/58 . Masa naboju wynosiła 33,4 kg (w tym ładunku miotającego 15,1 kg), a donośność pozioma 27 800 metrów (21 000 metrów do celów powietrznych). Broń przeciwlotniczą stanowiły cztery zdwojone zestawy dział plot. ZIF-31 kal. 57 mm L/70 i cztery zdwojone zestawy dział plot. 2M-3M kal. 25 mm .
Uzbrojenie rakietowe stanowiły dwie potrójne wyrzutnie przeciwokrętowych pocisków rakietowych Hai Ying-1 (okręt przenosił sześć rakiet) . Pocisk rozwijał prędkość 0,8 Ma, masa głowicy bojowej wynosiła 513 kg, a maksymalny zasięg wynosił 80 km. Do zwalczania okrętów podwodnych służyły umieszczone na dziobie dwie 12-prowadnicowe wyrzutnie rakietowych bomb głębinowych FQF-2500, a na rufie cztery miotacze i dwie zrzutnie bomb B-1 . Okręt miał też tory mieszczące maksymalnie 38 min, po demontażu zrzutni bomb głębinowych .
Wyposażenie radioelektroniczne obejmowało radar nawigacyjny Typ 751, radar dozoru ogólnego Typ 354, radar dozoru powietrznego Typ 515, radar kierowania ogniem artylerii głównej Typ 343, radar kierowania ogniem rakietowym Typ 352, sonar SJD-1 i czujniki systemu rozpoznania elektronicznego RW-23-1 .
Załoga okrętu składała się z 45 oficerów oraz 235 podoficerów i marynarzy.

## Służba
„Changsha” został przyjęty do służby w Marynarce Wojennej Chińskiej Armii Ludowo-Wyzwoleńczej 31 grudnia 1975 roku. Okręt otrzymał numer taktyczny 161. „Changsha” został przyporządkowany do Floty Południowej. W latach 80., podczas okresowych prac stoczniowych, z okrętu zdemontowano cztery podwójne zestawy dział plot. ZIF-31 kal. 57 mm, instalując w zamian cztery zdwojone zestawy dział plot. W-11M kal. 37 mm; dodano także radar Typ 347 oraz zmodyfikowano sonar do standardu SJD-1N .
„Changsha” został wycofany ze służby w sierpniu 2008 roku, po czym został przekształcony w okręt-cel . Jednostka została zatopiona podczas strzelań rakietowych floty chińskiej.